# Gouvets
Gouvets és un municipi francès situat al departament de la Manche i a la regió de Normandia. L'any 2007 tenia 263 habitants.

## Demografia

### Població
El 2007 la població de fet de Gouvets era de 263 persones. Hi havia 116 famílies de les quals 40 eren unipersonals (24 homes vivint sols i 16 dones vivint soles), 36 parelles sense fills, 36 parelles amb fills i 4 famílies monoparentals amb fills.
La població ha evolucionat segons el següent gràfic:
Habitants censats

### Habitatges
El 2007 hi havia 159 habitatges, 123 eren l'habitatge principal de la família, 29 eren segones residències i 7 estaven desocupats. 153 eren cases i 3 eren apartaments. Dels 123 habitatges principals, 87 estaven ocupats pels seus propietaris, 32 estaven llogats i ocupats pels llogaters i 4 estaven cedits a títol gratuït; 2 tenien una cambra, 11 en tenien dues, 30 en tenien tres, 31 en tenien quatre i 49 en tenien cinc o més. 83 habitatges disposaven pel capbaix d'una plaça de pàrquing. A 64 habitatges hi havia un automòbil i a 44 n'hi havia dos o més.

### Piràmide de població
La piràmide de població per edats i sexe el 2009 era:
| Homes | Edats   | Dones |
| ----- | ------- | ----- |
| 0     | 95 o +  | 0     |
| 0     | 90 a 94 | 0     |
| 0     | 85 a 89 | 4     |
| 0     | 80 a 84 | 0     |
| 0     | 75 a 79 | 4     |
| 4     | 70 a 74 | 4     |
| 28    | 65 a 69 | 12    |
| 0     | 60 a 64 | 16    |
| 12    | 55 a 59 | 8     |
| 8     | 50 a 54 | 8     |
| 8     | 45 a 49 | 16    |
| 4     | 40 a 44 | 0     |
| 4     | 35 a 39 | 8     |
| 20    | 30 a 34 | 12    |
| 16    | 25 a 29 | 4     |
| 8     | 20 a 24 | 4     |
| 0     | 15 a 19 | 4     |
| 8     | 10 a 14 | 4     |
| 12    | 5 a 9   | 12    |
| 8     | 0 a 4   | 8     |

## Economia
El 2007 la població en edat de treballar era de 166 persones, 130 eren actives i 36 eren inactives. De les 130 persones actives 119 estaven ocupades (67 homes i 52 dones) i 11 estaven aturades (5 homes i 6 dones). De les 36 persones inactives 19 estaven jubilades, 10 estaven estudiant i 7 estaven classificades com a «altres inactius».

### Ingressos
El 2009 a Gouvets hi havia 112 unitats fiscals que integraven 257,5 persones, la mediana anual d'ingressos fiscals per persona era de 14.397 €.

### Activitats econòmiques
Dels 12 establiments que hi havia el 2007, 1 era d'una empresa de fabricació d'altres productes industrials, 2 d'empreses de construcció, 1 d'una empresa de comerç i reparació d'automòbils, 1 d'una empresa de transport, 2 d'empreses d'hostatgeria i restauració, 1 d'una empresa d'informació i comunicació, 1 d'una empresa immobiliària, 2 d'empreses de serveis i 1 d'una empresa classificada com a «altres activitats de serveis».
Dels 4 establiments de servei als particulars que hi havia el 2009, 1 era una funerària, 1 paleta, 1 fusteria i 1 restaurant.
L'any 2000 a Gouvets hi havia 43 explotacions agrícoles que ocupaven un total de 704 hectàrees.

## Poblacions més properes
El següent diagrama mostra les poblacions més properes.